# Bofors 75 mm Modelo 1934
El Bofors 75 mm Modelo 1934 es un cañón de montaña producido en Suecia por Bofors y vendido al extranjero. Fue usado por Alemania, Bélgica, y China en la Segunda Guerra Mundial. Alemania compró doce unidades para evaluación y entrenamiento antes de la guerra y lo diseñaran como Gebirgshaubitze 34. Los belgas lo conocen como Canon de 75 mle 1934. Los capturados por Alemania fueron designados como Gebirgskanone 228(b). El Modelo 1936 fue comprado por Bulgaria.
Los Países Bajos compraron una versión cargable para su ejército colonial en las Indias Orientales Neerlandesas, una región cubierta de densos bosques y montañas. La versión cargable podía ser desarmada y dividida en ocho partes y cargadas en mulas o remolcado por cuatro caballos, con otras seis mulas para llevar la munición y otros suministros. Los cañones holandeses fueron usados brevemente durante la Campaña de las Indias Orientales Neerlandesas entre 1941 y 1942.
El modelo adquirido por Bélgica no era desamable y estaba hecho para ser remolcado por vehículos motorizados. Tenía un sendero de una sola pieza que estaba abisagrado para doblarse hacia arriba para reducir la longitud del remolque y estaba equipado con ruedas de disco de acero con neumáticos de goma.
El Ejército Argentino tiene unas 71 unidades de la versión L/40 Modelo Argentino 1935 para instrucción, utilizando municiones de salva para ceremonias y explosivas de fragmentación. En 2008 donó al Ejército Paraguayo unas 20 unidades.